# Schloss Krumpendorf

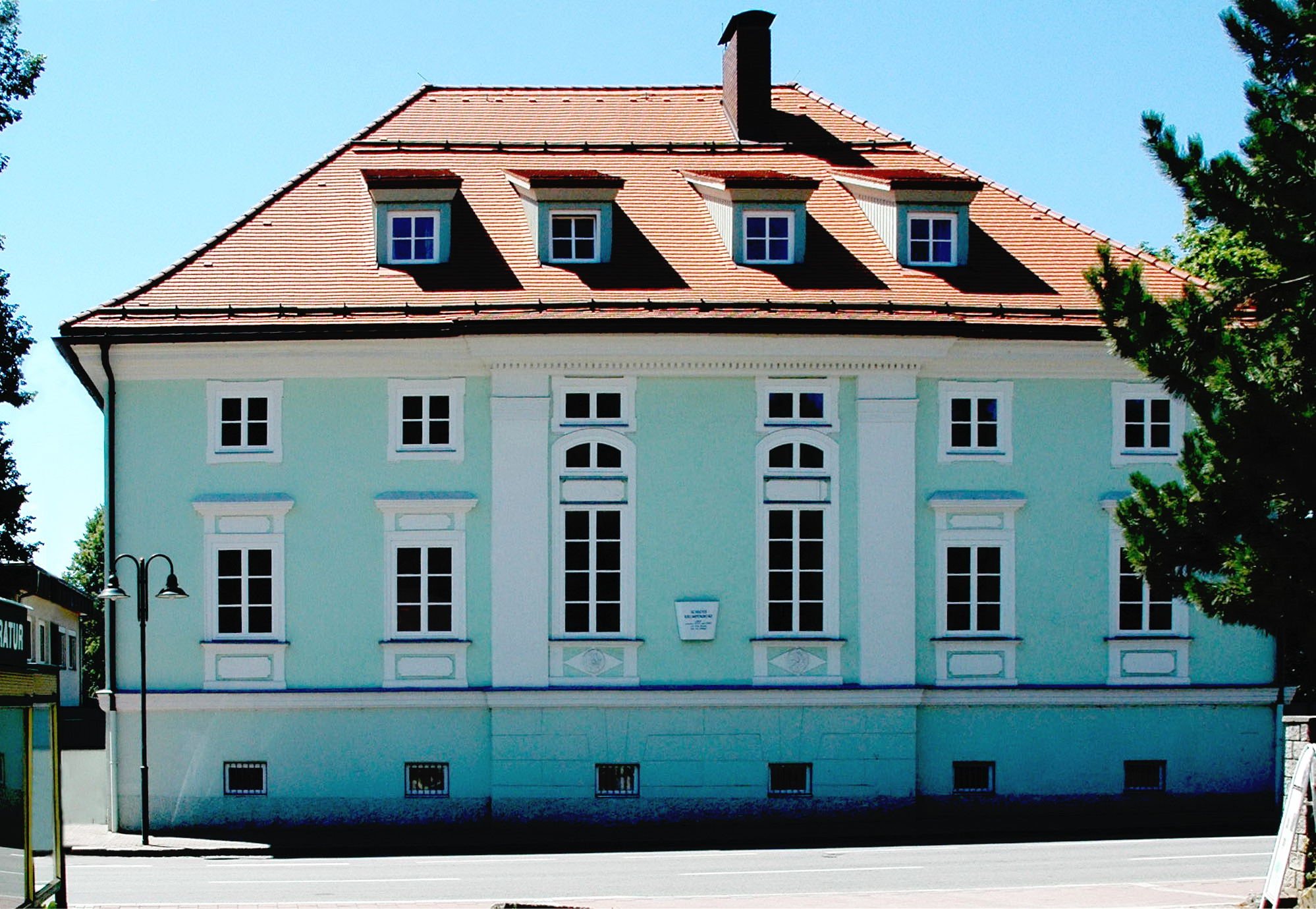
Schloss Krumpendorf (2006)

Schloss Krumpendorf in Krumpendorf am Wörthersee wurde 1735 bis 1740 von Ursula von Schluga errichtet und 1820/21 unter Thaddäus von Lanner aufgestockt und mit neuer Fassade versehen. Seit 1952 ist das Anwesen im Besitz des ÖGB und wird als Lehrwerkstätte genützt.

## Beschreibung
Das Schloss ist ein schlichter fünf- bzw. sechsachsiger, dreigeschoßiger Bau mit einem hohen Walmdach. Die Fassaden werden durch ein- bzw. zweiachsige Mittelrisalite und Giebelbekrönungen an der West- und Ostseite gegliedert. Die Halle des Erdgeschoßes besitzt ein Tonnengewölbe mit Stichkappen und Gurtbögen. Die marmorne Renaissancetürrahmung stammt aus Limmersach und diente dort als Kamindekor. Im sogenannten Frauenzimmer im ersten Stock weist der Boden Einlegearbeiten auf.
Das barocke Gitter im Osten an der Straßenseite wurde aus Silberegg hierher verbracht. Von den östlich des Schlosses stehenden zwei ehemaligen Meiereigebäuden wurde das siebenachsige gleichzeitig mit dem Schloss errichtet und 1823 aufgestockt, das andere wurde 1827 errichtet und später in einem Neubau umgestaltet. Eine ebensolche Umgestaltung erfuhr das südöstlich gelegene, ehemalige Stallgebäude von 1827.
Nördlich des Schlosses, auf der anderen Straßenseite legte Lanner 1828 einen Englischen Park im Rahmen eines landwirtschaftlichen Versuchsgartens an. Das südliche der zwei Gartenhäuser wurde 1891 im klassizistischen Giebel mit einem Fresko der Pomona bemalt. Im Park befinden sich ein römischer Schalenbrunnen und beiderseits der Steintreppen zwei römerzeitliche Grabinschriften aus Virunum.